# كويزي مدغشقري
كويزي مدغشقري (الاسم العلمي: Cantharellus madagascariensis) هو نوع من الفطريات يتبع جنس الكويزي من فصيلة الكويزية.